# الجمهوريانية في المملكة المتحدة
الجمهوريانية في المملكة المتحدة، حركة سياسية تسعى لاستبدال نظام الحكم الملكي في المملكة المتحدة بنظام جمهوري. في أوساط من يريدون قائدًا للدولة بغير نظام التوريث، ليس ثمة إجماع على الطريقة الأنجع لاختياره، إذ يميل بعضهم إلى اختيار رئيس منتخب، ويفضل بعضهم الآخر قائدًا للدولة بالتعيين ولا يتمتع بسلطات واسعة. يناصر البعض الآخر نموذجًا مشابهًا للنموذج السويسري، المتلخص بوجود هيئة إدارية تعمل كرأس جماعي للدولة.
يُذكر أن النظام الملكي هو الشكل الحكومي المعمول به منذ القرون الوسطى في الدول التي تتألف منها المملكة المتحدة. رغم ذلك، فقد وُجدت حكومة جمهورية في إنجلترا ومقاطعة ويلز، شملت فيما بعد أيرلندا واسكتلندا، في أواسط القرن السابع عشر بُعيد انتصار البرلمانيين في الحرب الأهلية الإنجليزية. أُطلق على تلك الحقبة اسم الكومنولث الإنجليزي، ودامت منذ إعدام الملك تشارلز الأول في العام 1649 حتى استعادة الملكية في العام 1660.
منظمة ريبابليك هي جماعة الضغط الرئيسية التي تطالب بإلغاء النظام الملكي.

## السياق
في بريطانيا، تركزت المشاعر الجمهورية بصورة كبيرة على مطلب إلغاء المَلكية البريطانية، وليس حل الاتحاد البريطاني ولا استقلال الدول المكوّنة له.
في أيرلندا الشمالية، يُستخدم مصطلح «جمهوري» للإشارة إلى الجمهوريانية الأيرلندية. بالإضافة إلى معارضتهم لأشكال الحكم الملكي، يعارض الجمهوريون الأيرلنديون وجود الدولة البريطانية بأي شكل كان في أيرلندا، وينادون بتأسيس دولة أيرلندية موحدة على جميع أراضي جزيرة أيرلندا. ثمة وجود في أيرلندا للاتحاديين الذين يدعمون قيام جمهورية بريطانية.
هناك أعضاء جمهوريون في الحزب القومي الإسكتلندي في اسكتلندا وحزب ويلز ينادون باستقلال تلك البلدان لتصبح جمهوريات بنفسها. تتلخص سياسة الحزب القومي الإسكتلندي في بقاء العاهل البريطاني رأسًا للدولة في اسكتلندا مستقلة، ما لم يقرر الشعب الإسكتلندي غير ذلك. لحزب ويلز مقاربة مشابهة فيما يخص ويلز، رغم أن جناح الشباب في الحزب يتبنى سياسة رسمية تنادي باستقلال ويلز التام. يدعم كل من الحزب الاشتراكي الإسكتلندي وحزب الخضر الإسكتلندي قيام جمهورية اسكتلندية مستقلة.

## تاريخ
منذ سبعينيات القرن العشرين، اشتغل العديد من المؤرخين في دراسة الجمهوريانية الإنجليزية الحديثة المبكرة، إلى درجة أصبحت فيها الملكية والملكية المطلقة ميادين بحثية مقفرة. بشكل عام، يُعتبر جيمس هارينغتون (1611 – 1677) أهم كاتب جمهوري يمثل صوت الحركة في تلك الحقبة.

### الكومنولث الكرومولي
حكم الدول التي تشكّل المملكة المتحدة، مع جمهورية أيرلندا الحالية، نظام الحكم الجمهوري لفترة وجيزة في القرن السابع عشر. جاءت بدايته مع الكومنولث الإنجليزي الذي ضم برلمان رامب (البرلمان الأبتر) ومجلس الدولة (1649 – 1653)، ثم في ظل حكم اللورد أوليفر كرومويل وابنه من بعده (1653 – 1659)، وأخيرًا في عهد البرلمان الأبتر المستعاد (1659 – 1660). قدم الكومنولث الإنجليزي والبرلمان الأبتر نفسيهما باعتبارهما جمهورية تقتفي النموذج الكلاسيكي. وكتب جون ميلتون دفاعه المبكر عن الجمهوريانية في لغة القيود الدستورية المفروضة على سلطات الملك. كانت فترة حكم كرومويل ذات طابع أيديولوجي جمهوري أخف، واعتبرها كرومويل نفسه استعادة لشكل مختلط من الملكية، والأرستقراطية، والديمقراطية في الأدبيات الكلاسيكية وخطاب القانون العام الإنجليزي.
في البداية أُعلن أن المملكة المتحدة هي الكومنولث الإنجليزي، وفيما بعد أُجبرت اسكتلندا وأيرلندا عسكريًا على الانضام للاتحاد مع إنجلترا، والذي لم يدم طويلًا. نُقض هذا القرار لاحقًا عند استعادة المَلكية في العام 1660. في العام 1707، وُقّع قانون الاتحاد بين إنجلترا واسكتلندا؛ وأصبح برلمانا البلدين برلمانًا واحدًا، ولهذا مُنحت اسكتلندا إمكانية الوصول إلى ممتلكات إنجلترا ما وراء البحار.
تعرّضت العديد من أفعال كرومويل بعد توليه مقاليد السلطة للشجب باعتبارها «قاسية، وغير متعقّلة، واستبدادية». اتّسم كرمويل والجنرال توماس فيرفاكس بالوحشية في قمع التمردات التي حدثت ضمن جيشهم إبان نهاية الحرب الأهلية (والتي سببها عجز البرلمان عن دفع مستحقات الجنود). إضافة إلى ذلك، لم يُبدِيا تعاطفًا كافيًا مع حركة دعاة المساواة التي أسهمت بشكل فعال في قضية البرلمان، لكنها سعت للحصول على تمثيل للمواطنين العاديين. ظهرت وجهة نظر دعاة المساواة بشكل جليّ في مناقشات بيوتني التي دارت بين عدة فصائل ضمن الجيش في العام 1647، قبيل عملية الهروب المؤقتة للملك من قبضة الجيش. لم يكن كرومويل وأركان حربه ليسمحوا بوجود هكذا ديمقراطية راديكالية واستغلوا المناقشات لكسب الوقت لصالحهم خلال عملية البت في مصير الملك. تعرض الكاثوليك للاضطهاد الممنهج في ظل حكم كرومويل. رغم أنه شخصيًا كان يفضل التسامح الديني، «الحرية للضمائر المتساهلة»، لم يشاطره هذا الرأي العديد من مواطنيه. أفضت الحرب إلى موجة من الموت والفوضى عصفت بأيرلندا، حيث تعرّض الأيرلنديون -الكاثوليك والبروتستانت- الذين قاتلوا في صف الملكيين للاضطهاد.
حُظرت العديد من أنشطة الترفيه، بدعوى أن الاجتماعات العامة قد تُجيّر كغطاء للمتآمرين؛ حُظرت نشاطات ركوب الخيل، وقُطعت سواري مايو الشهيرة، وأُغلقت المسارح، وجُرّمت احتفالات عيد الميلاد كونها احتفالية زيادة عن اللزوم، وذات طابع كاثوليكي و «بابويّ».
اكتسب كرومويل معظم سلطاته من البرلمان الأبتر، البرلمان الذي فُصل منه معارضو أركان الحرب في الجيش النموذجي الجديد. في حين أن سلطات الملك تشارلز الأول كان مقيدة مِن قبل برلمان لم يكن ليسمح له بإنفاذ رغباته على الدوام (وهو ما سبب الحرب الأهلية)، فقد تمكن كرومويل من الحصول على سلطات أوسع إذ اقتصرت عضوية البرلمان على أنصاره فقط، الأمر الذي قلب البرلمان إلى جهاز صوري للموافقة والتصديق فحسب. من السخرية حصول هذا، إذ كان كرومويل نفسه قد اعترض على تصرف تشارلز الأول دون أخذ رغبات الشعب بالحسبان. ومع ذلك كله، وجد كرومويل أنه من شبه المستحيل أن يجيّر البرلمان للسير خلفه في جميع ما يرغب. عادةً ما أُبطلت قراراته التنفيذية، وأشهرها تلك التي كانت تتعلق بفصل الجنرالات الإقليميين الرئيسيين، الذين عينهم كرومويل بنفسه.
في العام 1657، اقترح البرلمان على كرومويل تتويجه ملكًا، وهو ما تركه في حيرة من أمره نظرًا للدور الكبير الذي أداه في إلغاء المَلكية. بعد شهرين من التفكير، رفض كرومويل العرض. بدلًا من ذلك، عُيّن بشكل احتفالي في منصب «اللورد الحامي لإنجلترا، اسكتلندا وأيرلندا» (كانت ويلز جزءًا من إنجلترا)، وحاز بذلك على صلاحيات أكبر بكثير مما كان لديه سابقًا. عادةً ما يُذكر أن اقتراح تتويج كرومويل ملكًا كان حركة يُقصد بها تقييد سلطاته: إذ لو توّج ملكًا، فكان سينبغي عليه احترام اتفاقيات مثل الماغنا كارتا، ولكن بسبب الإجراء الذي اتخذه، لم يكن ملزمًا بأي من ذلك. أتاح هذا لكرومويل الحفاظ على سلطته وسلطة الجيش بل وتوطيدها إضافة إلى تقليص مراقبة البرلمان على أفعاله، على الأرجح لتمكينه من إعداد جيش ممول تمويلًا جيدًا لم يمكن الاعتماد على البرلمان في دعمه له.
لم يكن منصب اللورد الحامي وراثيًا بشكل رسمي، ومع ذلك استطاع كرومويل أن يسمّي خليفته في المنصب، ابنه ريتشارد.

### استعادة الملكية
أصبحت إنجلترا واسكتلندا وأيرلندا ملكيات دستورية بعد فترة حكم الملك تشارلز الثاني وأخيه جيمس الثاني، ومع جلوس وليام الثالث وماري الثانية على العروش الإنجليزية والأيرلندية والاسكتلندية نتيجة للثورة المجيدة في العام 1688. رغم كل هذا، وجدت حركات طوال القرون الماضية تمثلت أهدافها في إلغاء المَلكية وتأسيس نظام جمهوري. من أبرز تلك الفترات يُذكر أواخر القرن الثامن عشر وبدايات القرن التاسع عشر عندما كان العديد من الراديكاليين مثل الوزير جوزيف فوسيت جمهوريين علنًا.